# Ionelia Zaharia
Ionelia Zaharia (nacida Ionelia Neacșu, Răcari, 13 de agosto de 1985) es una deportista rumana que compitió en remo.
Ganó tres medallas en el Campeonato Mundial de Remo entre los años 2009 y 2013, y siete medallas en el Campeonato Europeo de Remo entre los años 2007 y 2013.

## Palmarés internacional
| Campeonato Mundial | Campeonato Mundial          | Campeonato Mundial | Campeonato Mundial |
| Año                | Lugar                       | Medalla            | Prueba             |
| ------------------ | --------------------------- | ------------------ | ------------------ |
| 2009               | Poznań (Polonia)            | Medalla de plata   | Ocho con timonel   |
| 2010               | Cambridge (Nueva Zelanda)   | Medalla de bronce  | Ocho con timonel   |
| 2013               | Chungju (Corea del Sur)     | Medalla de plata   | Ocho con timonel   |
| Campeonato Europeo |                             |                    |                    |
| Año                | Lugar                       | Medalla            | Prueba             |
| 2007               | Poznań (Polonia)            | Medalla de plata   | Cuatro scull       |
| 2008               | Maratón (Grecia)            | Medalla de bronce  | Cuatro scull       |
| 2009               | Brest (Bielorrusia)         | Medalla de oro     | Ocho con timonel   |
| 2010               | Montemor-o-Velho (Portugal) | Medalla de oro     | Ocho con timonel   |
| 2011               | Plovdiv (Bulgaria)          | Medalla de oro     | Ocho con timonel   |
| 2012               | Varese (Italia)             | Medalla de bronce  | Cuatro scull       |
| 2013               | Sevilla (España)            | Medalla de oro     | Ocho con timonel   |